# Carmen Boza
Carmen Boza Tomillero (La Línea de la Concepción, Cádiz, 24 de julio de 1987) es una cantante y compositora española.

## Biografía
Empezó su carrera musical subiendo vídeos a la plataforma Youtube Fue a partir de ahí donde poco a poco fue ganando fama al subir un vídeo suyo a la red social Tuenti con su canción "Cartas desde el círculo polar", ya que contaba con más de 200.000 visitas.  
A partir de entonces su música empezó a sonar en pequeños locales de cantautores, como pueden ser: Sala La botica, Sala PayPay, Sala Galileo Galilei, a la vez que también dando conciertos en salas Fnac.    
En 2011 publicó su primer disco llamado "Lapislázuli" compuesto por once temas, producido con la colaboración de Román Méndez, batería de Miss Cafeína.
Al ver que podía vivir de la música, dejó su trabajo en Gibraltar para irse a vivir a Alcantarilla. 
En 2012 recopiló en un álbum grabado en su casa todas las canciones que había ido subiendo hasta el momento en su canal de Youtube @rollitosdeprimavera , que publicó gratuitamente en línea.  
En 2015 publicó su segundo álbum titulado "La Mansión de los Espejos. Para ello, la misma cantante inició una campaña de crowfunding que tuvo un gran éxito entre sus seguidores, ya que de 10.000 euros que pedía inicialmente consiguió más del triple.
En 2018 publicó su tercer disco llamado La Caja Negra. Su nuevo trabajo está formado por nueve canciones compuestas, producidas y arregladas por ella misma, con Román Méndez a la batería y Estefanía Gómez al bajo. El diseño del formato físico ha sido elaborado por Anabel Perujo, artista tongana. En la primera semana desde su publicación física y digital se convirtió en el segundo disco más vendido en España, solo por detrás de Arctic Monkeys.
Formó parte del equipo de funambulistas del Circo C.E.

## Discografía
- Álbumes
  - Lapislázuli (EP, 2011)[6]
  - Rollitos de primavera (caseros y con cariño) (2012)[6]
  - [[La Mansión de los Espejos]] (1997)
  - [[La Caja Negra]] (1994)
  - ENCORE (EP, 2024)

- Sencillos
  - Culpa y castigo (2015)
  - Fin (2016)
  - Gran hermano (2018)
  - Esparto (2019)
  - Un golpe de suerte (2019)
  - La grieta (2020)
  - Suave (2021)
  - Caramelo (2021)
  - San Juan (2023)